# Valéri Brioussov
Valéri Brioussov (en russe : Валерий Яковлевич Брюсов, Valeri Iakovlevitch Brioussov), né le 1er décembre 1873 (13 décembre dans le calendrier grégorien) et mort le 9 octobre 1924 à Moscou, est un poète, dramaturge, traducteur, historien de la littérature et critique littéraire russe. C'est l'un des fondateurs du symbolisme russe et d'avant-garde russe.

## Biographie

### Enfance
Valéri Brioussov est né le 1er décembre 1873 (13 décembre dans le calendrier grégorien) à Moscou, dans une famille de marchands. Le futur maître du symbolisme était le petit-fils du poète fabuliste Bakouline.
Jusqu'à son émancipation, le grand-père paternel de Valéri, Kouzma Andreïevitch était un serf du seigneur Brious. En 1859, il s'affranchit et quitte Kostroma pour Moscou, où il achète une maison sur le boulevard Tsvetnoï. Le poète est né et a vécu jusqu'en 1910 dans cette maison.
Le père de Brioussov sympathisa avec les idées des révolutionnaires-narodniks; il a publié des poèmes dans des journaux.
Les parents de Valéri s'occupaient peu de son éducation ; dans la famille des Brioussov, une grande attention était donnée « aux principes du matérialisme et de l'athéisme », c'est pourquoi il était strictement interdit à Valéri de lire de la littérature religieuse (« Ils m'ont protégé assidûment des contes de fée, de toute diablerie. Par contre, j'ai appris les idées de Darwin et les principes du matérialisme avant même de savoir compter »), se souvient Brioussov ; mais à part ça, il n'avait aucune autre restriction, c'est pourquoi dès son plus jeune âge il lisait tout ce qui lui tombait sous la main, et s'alimentait de la littérature sur les sciences naturelles, « les romans vulgaires français », les livres de Jules Verne et de Thomas Mayne-Reid, et des articles scientifiques.
De plus, le futur poète reçoit une très bonne formation. Il étudie d'abord à Moscou de 1885 à 1889 à l'école de F. I. Kreimann (dont il est renvoyé pour athéisme militant), puis de 1890-1893 à l'école de L. I. Olivanov; dans ses dernières années à l'université, Brioussov étudie les mathématiques en profondeur.

### Premiers pas dans la littérature dans les années 1890.Décadence

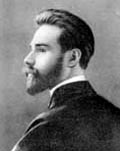
Le jeune Brioussov

Déjà, à l'âge de 13 ans, Brioussov liait sa vie future à la poésie. Ses expériences les plus précoces en tant que poète commence vers 1881, quelque temps après la parution de ses premiers récits. À l'époque de ses études à l'école Kreiman, Brioussov compose des vers et gère l'édition d'une revue rédigée à la main. Dans son adolescence, Brioussov voit en Nekrassov son idole littéraire, puis il est charmé par la poésie de Sémion Nadson.
Au début des années 1890, Brioussov découvre les symbolistes français comme Baudelaire, Verlaine, Mallarmé. « Ma rencontre avec la poésie de Verlaine et de Mallarmé dans les années 1890, et peu de temps après Baudelaire m'a ouvert les portes d'un nouveau monde », se souvient-il..
En 1893, il écrit une lettre à Verlaine, dans laquelle il parle de son devoir de répandre le symbolisme en Russie et se présente comme le fondateur de ce nouveau courant littéraire pour la Russie. En admirant Verlaine, Brioussov à la fin de l'année 1893, écrit le roman dramatique Décadents. (fin de siècle), dans lequel il raconte le bref bonheur du célèbre symboliste français avec Mathilde Mauté et aborde les relations entre Verlaine et Arthur Rimbaud.
Dans les années 1890, Brioussov rédige quelques articles au sujet des poètes français. De 1894 à 1895, il publie (sous le pseudonyme de Valéry Maslov) trois recueils intitulés Les Symbolistes russes, où se trouvent plusieurs de ses vers personnels (y compris sous différents pseudonymes) ; une grande partie de ses vers sont influencés par les symbolistes français ; hormis les vers de Brioussov, ceux de son ami et poète Alexandre Miropolsky (de son vrai nom Alexandre Lang) figurent largement dans le recueil, ainsi que ceux du poète-mystique Dobrolioubov. Dans la troisième publication des Symbolistes russes, on trouve un vers monostique Oh, couvre tes jambes pâles qui devient rapidement célèbre.
En 1893, Brioussov entre à l'université historico-philosophique de Moscou. Ses principaux intérêts à l'université sont l'histoire, la philosophie, l'art, les langues. (« Si j'avais cent vies, ce ne serait pas suffisant pour satisfaire la soif de connaissance dont je suis animé », écrit le poète dans son journal). Dans sa jeunesse, Brioussov est aussi attiré par le théâtre et monte sur la scène du club allemand de Moscou, où il rencontre Natalia Alexandrovna Darouzes, qui deviendra l'amante du poète (le premier amour de Brioussov est Elena Kraskova).
En 1895 sort Chefs-d’œuvre, le premier recueil exclusivement consacré à ses propres poèmes.
Dans sa jeunesse, Brioussov travaille également sur la théorie du symbolisme.
Après avoir terminé ses études à l'université, en 1899, Brioussov se consacre entièrement à la littérature. Quelques années après, il travaille pour le journal de Bartenev Archive russe.
Au milieu des années 1890, Brioussov se rapproche des poètes symbolistes et se lie d'amitié avec Constantin Balmont. Il devient l'un des fondateurs et directeur de l'édition « Scorpion », fondée en 1899 par Poliakov et qui rassemble les adeptes du nouveau courant.
En 1897, Brioussov épouse Joanna Rount qui fut son épouse et son soutien le plus proche jusqu'à sa mort. Serafima Brioussova, première neurochirurgienne au monde, est sa belle-sœur.

### Les années 1900

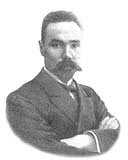
Brioussov dans les années 1900

#### Tertia Vigilia
En 1900, Brioussov édite aux éditions Scorpion son recueil Tertia Vigilia («Третья стража»), ouvrant une nouvelle étape « urbaine » de son art.. Ce recueil est dédié à C.D Balmont. Le cœur du recueil est un poème historico-mythologique : comme le fait remarquer S. A. Vengerov, Brioussov trouve son inspiration dans « les Scythes, le roi d'Assyrie Assarhaddon, Ramsès II, Orphée, Cassandre, Alexandre le Grand, Amalthée, Cléopâtre VII, Dante Alighieri, Doğubeyazıt, Vikings, les particularités des métaux (!), la Grande Ourse ».
Dans les recueils suivants, la mythologie est un thème de moins en moins abordé, cédant la place au thème de l'urbanisme. Brioussov célèbre les louanges du rythme de vie en métropole, ses oppositions sociales, son paysage urbain, même le carillon des tramways et la neige entassée.
Si jamais, j'étais votre hôte 

Ô mes ancêtres éloignés  

Vous seriez fiers de ce nouveau frère  

Vous aimeriez mon regard précis
Brioussov est un des premiers poètes russes à s'ouvrir complètement au thème de l'urbanisme (bien qu'on peut aussi trouver des éléments du lyrisme urbain bien avant Brioussov, notamment dans Le Cavalier de bronze de Pouchkine et dans quelques poèmes de Nekrassov. Même les poèmes sur la nature, peu nombreux dans le recueil, sortent de la plume d'un citadin (« la lumière électrique mensuelle », etc.). Le recueil Tertia Vigilia contient également quelques traductions de poèmes d'Émile Verhaeren.
À cette époque, Brioussov prépare aussi un livre complet de traductions des poésies de Verhaeren, les « poèmes sur la modernité ». Le poète est passionné non seulement par la croissance de la ville : il est animé par le pressentiment d'un changement proche, de le développement de la nouvelle culture - la culture urbaine ; la ville doit devenir « la reine de l'Univers », mais il lui voue déjà un culte, prêt à partir en cendres afin de livrer « le chemin qui mène à la victoire ». Voilà en quoi consiste le thème clé du recueil Tertia Vigilia.

#### Urbi et Orbi
La conscience de la solitude, le mépris de l'humanité, le pressentiment de l'oubli imminent sont des thèmes caractéristiques dans les poèmes Les Jours des abandons (1899) et Comme si les ombres étrangers (1900). Ils sont développés dans le recueil Urbi et Orbi, paru en 1903. Brioussov s'y inspire d'images déjà non synthétiques, le poète étant attiré par le thème de la civilisation. L'exemple classique de la poésie lyrique civile est le poème Le Maçon, (sûrement le plus connu du recueil). Brioussov choisit parmi tous les chemins de la vie, « La voie du travail », pour connaître les secrets de « la vie de la sagesse et de la simplicité ».
Le Maçon 
 
- Hé là ! maçon en blouse blanche 
 Pour qui construis-tu la maison ? 
 - Laisse-nous ! ce n'est pas dimanche, 
 Nous bâtissons une prison...
 - Maçon, dans une peine amère, 
 Qui versera ici des pleurs ? 
 - Oh, pas vous : ni toi ni tes frères. 
 Pourquoi vous feriez-vous voleurs ? 
 - Entre ces murs, qui va connaître 
 Des nuits sans sommeil et sans fin ? 
 - Un ouvrier, mon fils peut-être, 
 Car c'est parfois notre destin ! 
 - Mais si, derrière les grillages, 
 Il pense à ton travail, maçon ? 
 - Prends garde à mon échafaudage !
 Tais-toi, tout ça nous le savons,...

#### Stephanos
Le recueil de poèmes qui suivit, intitulé Stephanos, est écrit à l'époque des événements et premiers soulèvements révolutionnaires (il est sorti en décembre 1905) ; le poète lui-même a estimé que son art poétique arriva alors à son point culminant. La poésie lyrique civile de Brioussov s'épanouit dans ce recueil, après avoir fait son apparition dans le recueil Urbi et Urbi. Brioussov chante maintenant « l'hymne à la gloire » des « Huns futurs », en sachant pertinemment qu'ils vont détruire la culture du monde moderne, que ce monde est condamné et que lui, le poète, en fait partie intégrante. Brioussov, originaire de la paysannerie russe et se trouvant sous « le joug d'un seigneur », connaît bien la vie à la campagne et le travail plein d'abnégation. Aussi des images paysannes apparaissent-elles aussi dans la période "décadente" de la poésie lyrique du poète.

#### L'Ange de feu
Durant la période 1904 à 1908, Brioussov entretient une relation avec la poétesse Nina Petrovskaïa.
Celle-ci joue un rôle important dans la vie de Brioussov et, en 1907, cette relation couplée avec celle que la poétesse a connu avec André Biély sert de trame au roman L'Ange de feu .

#### Chef du Symbolisme
Brioussov fut un acteur majeur du journal Vessy (1904-1909) (littéralement : La Balance), principal organe du symbolisme russe. Brioussov consacre toute son énergie à la rédaction de ce journal qui publie d'autres auteurs importants, comme Andreï Biély, Constantin Balmont, Viatcheslav Ivanov, Maximilian Volochine, Mikhaïl Kouzmine. Brioussov continue également de diriger les éditions Scorpion et participe à la publication du fameux almanach, Les Fleurs du Nord («Северные цветы»), sorti en 1901—1903, 1905 et 1911.

### Les années 1910

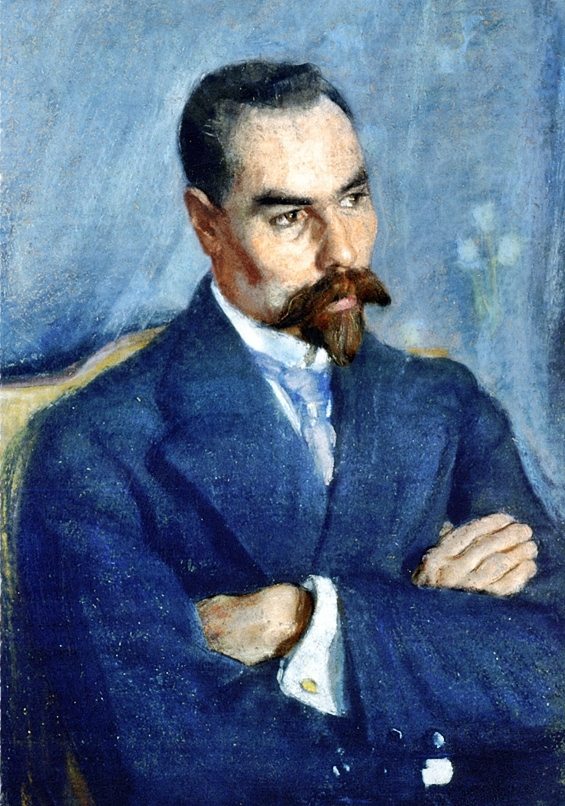
Portrait de Valéri Brioussov par Malioutine, 1913.

La revue culturelle Vesy (La Balance) cesse de paraître en 1909. Dès 1910, le symbolisme russe est en perte de vitesse. Brioussov cesse de se considérer comme symboliste et acteur du combat littéraire. Il évolue alors vers une poésie plus classique. Au début des années 1910, il consacre une attention particulière à la prose, avec les romans historiques L'Ange de feu (1908) et L'Autel de la victoire (1913), à la critique, avec les articles parus dans La Pensée russe et le journal L'Art en Russie méridionale, et au pouchkinisme. En 1913, le poète vit une tragédie personnelle : le suicide de la jeune poétesse Nadejda Lvova. En 1914, au début de la Première Guerre mondiale, Brioussov est envoyé au front comme correspondant militaire des Nouvelles russes. Son patriotisme est sensible dans sa poésie lyrique des années 1914-1916.
De nombreux spécialistes estiment qu'entre 1910-1914, et en particulier entre 1914-1916, le poète traverse une crise spirituelle et artistique. Les recueils de la fin des années 1900 sont jugés inférieurs à Stephanos : pour les critiques, essentiellement, les nouveaux poèmes répètent d'anciennes « mélodies », et la fatigue spirituelle du poète se fait sentir plus nettement, surtout dans Le Feu mourant (1908) et Le Démon du suicide (1910).

### Brioussov et la révolution
En 1917, le poète prend le parti de Maxime Gorki, critiqué par le gouvernement de l'époque.
Après la révolution d'Octobre de 1917, Brioussov contribue activement à la vie littéraire et éditoriale de Moscou et travaille dans divers établissements soviétiques. Le poète est toujours fidèle à son aspiration d'être le précurseur dans n'importe quelle nouvelle affaire. De 1917 à 1919, il préside le Comité sur l'enregistrement de timbres ; de 1918 à 1919, il administre le service de la Bibliothèque de Moscou ; de 1919 à 1921, il est président de l'Union russe des poètes. 
En 1919, Brioussov devient membre du Parti communiste de l'Union soviétique. Il participe activement à la préparation de la première publication de la Grande Encyclopédie soviétique.

## Brioussov dans plusieurs genres
Brioussov a consacré toutes ses forces à de nombreux genres littéraires.

### Prose
Les romans historiques les plus connus de Brioussov sont L'Autel de la victoire, qui évoque la vie à Rome au IVe siècle, et surtout L'Ange de feu, histoire d’un mercenaire allemand contemporain de Luther qui inspirera à Prokofiev le célèbre opéra du même nom que le roman.
Brioussov a également écrit des œuvres fantastiques comme les récits Le Soulèvement des machines (1908, inachevé) et La Révolte des voitures (1914), la nouvelle La Première interplanétaire, et la dystopie La République de la Croix du Sud (1904-1905).
Brioussov évoque plus d'une fois dans ses œuvres le monde antique par le truchement de la prose. Ses premières expériences en prose décrivant pour l'essentiel la Rome antique ont lieu dès l'époque du collège avec, par exemple, la nouvelle Chez le mécène, publiée dans le numéro 85 de la revue L'Héritage littéraire. Mis à part L'Autel de la victoire, Brioussov écrit encore des œuvres sur la Rome antique à un âge plus avancé, comme le roman Le Jupiter tombant et la nouvelle Rhéa Silvia.

### Traduction
Comme traducteur, Brioussov apporte une contribution majeure à la littérature russe. Il fait découvrir aux lecteurs russes l'art du célèbre poète-urbaniste belge Émile Verhaeren et est le premier à traduire les poèmes de Paul Verlaine. Brioussov traduit aussi des œuvres célèbres de nombreux auteurs : les poèmes d'Edgar Allan Poe, Liluli de Romain Rolland, Pelléas et Mélisande et Le Massacre des Innocents de Maurice Maeterlinck, Amphytrion de Molière, La Duchesse de Padoue et La Ballade de la geôle de Reading d'Oscar Wilde, ainsi que divers textes de Victor Hugo, Jean Racine, Ausone et Lord Byron.
Brioussov a aussi donné une traduction intégrale du Faust de Goethe et de l'Énéide de Virgile. Dans les années 1910, Brioussov, passionné par la poésie arménienne, fait également connaître par ses traductions des poètes arméniens, notamment avec le recueil La Poésie de l’Arménie de l’Antiquité à nos jours (1916)..
Brioussov est en outre un théoricien de la traduction et certaines de ses idées sur cet art sont encore d'actualité.

### Critique littéraire et historien de la littérature

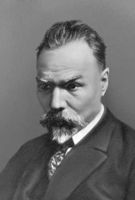
Le poète à ses dernières années

Valéri Brioussov est devenu aussi critique littéraire en 1893, lorsqu'il regroupe ses premiers poèmes pour son premier recueil Les Symbolistes russes. Son premier recueil complet de critiques est Les Lointains et les Proches.
Dans ses critiques, Brioussov n'a pas seulement exposé la théorie du symbolisme, il a également énoncé les principes de la dépendance de la forme sur le contenu en littérature ; il estime ainsi qu'on peut et qu'on doit apprendre la poésie, car elle permet de développer l'éducation de façon importante. Dans le même ordre d'idées, il traite avec sympathie l'œuvre des poètes prolétaires, notamment dans ses articles La Poésie russe d'hier, d'aujourd'hui et de demain et Synthétique de la poésie.
Les travaux de critique littéraire les plus célèbres de Brioussov sont consacrés à la biographie et l'œuvre de Pouchkine (des études sur les poèmes de Pouchkine et des recherches biographiques pointues : Lettres de Pouchkine et à Pouchkine, Pouchkine en Crimée, Les Relations de Pouchkine avec l'État, Les Vers de Pouchkine au Lycée). Brioussov rédige quelques articles consacrés au grand poète russe et à d'autres écrivains importants ; il étudie ainsi les œuvres de Gogol, d'Eugène Baratinski, de Fiodor Tiouttchev et d'Alexis Nikolaïevitch Tolstoï. 
Brioussov est aussi rédacteur : sous sa direction sont publiées quelques œuvres de Caroline Pavlova et les éditions complètes de Pouchkine.

## Brioussov et la philatélie

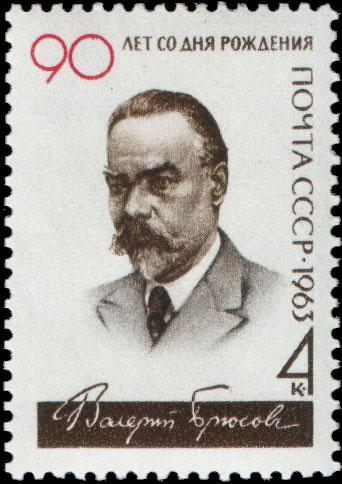
Timbre postal soviétique de la série "les écrivains de notre patrie", dédié à Valéri Brioussov, 1963, 4 kopecks (ЦФА 2811, Скотт 2788

Brioussov collectionnait les timbres postaux, se spécialisant dans les timbres des colonies des gouvernements européens. Il était membre de la Société russe des philatélistes et membre honoraire du Conseil de rédaction pour la revue Le Philatéliste soviétique.

## Citations
- Ô ces rencontres fugitives - Dans les rues de nos capitales ! - Ô ces regards involontaires, - Bref entretien de cils battants ! - Sur l'âpre houle d'un instant - Nos deux êtres se sont rejoints.
- Je pense, je crois, je sais que le symbolisme, et lui seul, est la poésie.

## Œuvres littéraires
- Décadents. (fin de siècle), drame, 1893
- Juvenilia, 1894
- Symbolistes russes, 1894
- Chefs-d’œuvre, 1895
- Me eum esse, 1897
- Tertia Vigilia, 1900
- Urbi et Orbi, 1903
- Stephanos, 1906
- Altar' pobedy, 1907 Publié en français sous le titre L'Axe terrestre, traduit par André Cabaret, Belfort, Éditions Circé, coll. « Circé poche » no 13, 1998  (ISBN 2-84242-019-5)
- L'Ange de feu, Ognennyj angel, (roman historique), 1908 Publié en français sous le titre L'Ange de feu, traduit par Monique Lee-Monnereau, Lausanne/Paris, L'Âge d'Homme, coll. « Classiques slaves », 1983 ; réédition, Paris, Éditions Noir sur Blanc, coll. « Bibliothèque de Dimitri », 2019  (ISBN 978-2-88250-555-2)
- Toutes les mélodies, 1909
- Le Miroir des ombres, 1912
- Les Sept Couleurs de l’arc-en-ciel, 1912
- Zemnaya os', 1913 Publié en français sous le titre L'Autel de la victoire, traduit par Suzanne Héral, Paris, éditions Autrement, coll. « Littérature », 2000  (ISBN 2-86260-980-3)
- Poslednie stranicy iz dnevnika ženŝiny, 1915 Publié en français sous le titre Les Dernières Pages du journal d'une femme, traduit par Mireille Robin, Aix-en-Provence, Alinéa, coll. « Novella », 1991  (ISBN 2-7401-0017-5) Publié en français sous le titre Dernières Pages du journal d'une femme, traduit par Anne Flipo Masurel, préface d'Andreï Makine, Paris, Mercure de France, coll. « Bibliothèque russe », 1997  (ISBN 2-7152-2064-2) ; réédition, Stalker Éditeur, 2008 Publié en français sous le titre Dernières Pages du journal d'une femme, traduit par Maëlle Nagot, Paris, Éditions Sillage, 2019  (ISBN 979-10-91896-94-8)
- Mozart, 1915 Publié en français sous le titre Mozart, poste restante, traduit par Dany Savelli, Paris, éditions Autrement, coll. « Littérature », 1996  (ISBN 2-86260-625-1)
- Reya Sil'viya, 1916 Publié en français sous le titre Rhéa Silvia : récit du VIe siècle après Jésus-Christ, traduit par Suzanne Héral, Paris, éditions Autrement, coll. « Littérature », 1999  (ISBN 2-86260-900-5)
- Nuits d'Égypte, 1917
- Posledniye mechty, 1920 Publié en français sous le titre Dernières Pensées, traduit par André Cabaret, Longueuil (Canada), Éditions Kéruss, 2008  (ISBN 978-2-923615-07-3)
- Les Lointains et les Proches, 1921
- Dali, 1922
- Krugozor, 1922
- Mig, 1922
- Mea, 1924
- Osnovy stikhovedeniya, 1924
- Iz moyey zhizni. Moya yunost'. Pamyati, 1927
- Dnevniki, 1927 (journal)
- Pis'ma V. YA. Bryusova k P. P. Pertsovu (1894—1896), 1927 (correspondance)
- Moy Pushkin, 1929
- Valeriy Bryusov, Nina Petrovskaya. Perepiska (1904—1913), 2004 (correspondance)
- Par les habitacles stellaires - Po zvyesdnym obytyelyam, anthologie bilingue, 1894-1924, traduction Youri Kouznetsov, Chauray, Éditions La Ligne d'ombre, 2017  (ISBN 979-10-90177-10-9)